# Tapanilan Erä
Tapanilan Erä är en innebandyklubb i Helsingfors i Finland, bildad 2 september 1933. 1999 vann klubben Europacupen i innebandy för damer.
Kända spelare är bland annat Oskari Nieminen.